# 島村一平
島村 一平（しまむら いっぺい、1969年 - ）は、日本の文化人類学者、国立民族学博物館教授。専門は文化人類学で、モンゴル研究。

## 経歴
1969年、愛媛県で生まれた。兵庫県西宮市で育ち、早稲田大学法学部に入学。1993年に同大学を卒業後、ドキュメンタリー番組制作会社に就職。取材で訪れたモンゴルに魅了され、制作会社を退社して、モンゴルへ留学した。モンゴル国立大学で学び、1998年に同大学大学院修士課程を修了した。モンゴルにのべ6年滞在し、帰国後は総合研究大学院大学博士後期課程に進んだ。2003年に同課程を単位取得退学。
卒業後は、2004年に国立民族学博物館講師（機関研究員)に就いた。2005年10月より滋賀県立大学人間文化学部専任講師、2013年に准教授に昇格。その間、2010年に学位論文『シャーマニズムによるエスニシティの探求 ポスト社会主義期におけるモンゴル・ブリヤートの事例を中心として』を総合研究大学院大学に提出して文学博士号を取得。国立民族学博物館・学術資源研究開発センター・教授。

## 著作
著書
- 『増殖するシャーマン モンゴル・ブリヤートのシャーマニズムとエスニシティ』春風社, 2011.12
- "Чингис хаан хэний баатар вэ? : Монгол, Япон, Хятад, Евро-Америк, Оросын харьцуулалтаас" Ulaanbaatar, Admon, 2012 
  - (『チンギスハーンは誰の英雄か？：モンゴル、日本、中国、欧米、ロシアの比較から』ウランバートル,admon社, 2012)
- "The Roots Seekers: Shamanism and Ethnicity among the Mongol-Buryats", Yokohama: Shumpusha Publishing, 2014
- "Бөөгийн халдвар:монголын буриадын бөө мөргөл ба угсаажилт", Ulaanbaatar: Admon, 2016 
  - (『シャーマニズムの伝染：モンゴル・ブリヤートのシャーマニズムと民族化』ウランバートル,admon社、2016)
- 『ヒップホップ・モンゴリア 韻がつむぐ人類学』青土社, 2021
- 『憑依と抵抗 現代モンゴルにおける宗教とナショナリズム』晶文社, 2022

編著・共編著
- 『草原と鉱石 モンゴル・チベットにおける資源開発と環境問題』棚瀬慈郎共編著. 明石書店, 2015
- 『大学生が見た素顔のモンゴル』編. サンライズ出版, 2017
- 『辺境のラッパーたち 立ち上がる「声の民族誌」』青土社、2024年6月。ISBN 978-4-7917-7654-2。

翻訳
- 『シャーマン 霊的世界の探求者』セバスチャン・ボー, コリーヌ・ソンブラン著,島村監修,ダコスタ吉村花子訳. グラフィック社, 2022

論文
- 論文一覧（KAKEN、CiNii）